# Dimitrovgrad (Russia)
Dimitrovgrad (in russo Димитровград?) è una città di circa 130.000 abitanti dell'oblast' di Ul'janovsk, nella Russia europea meridionale. È il capoluogo del rajon Melekesskij, pur essendone amministrativamente autonoma.
Sorge nella parte nord-orientale della oblast', sulla riva destra del bacino artificiale di Samara, una novantina di chilometri ad est del capoluogo regionale Ul'janovsk.
La città venne fondata nel 1698 come Melekes, dal nome del fiume Mal uguz (fiume lento in iranico); nel 1972 assunse la denominazione corrente, in onore del politico comunista bulgaro Georgi Dimitrov.